# Bitwa pod Reading
Bitwa pod Reading – starcie zbrojne, które miało miejsce 4 stycznia 871 w pobliżu Reading, w Anglii.
Zimą 870/871 wikingowie zajęli dawny dwór władców anglo-saksońskich w Reading, gdzie urządzili ufortyfikowany obóz w naturalnie obronnym miejscu, w widłach Tamizy i Kennet (na wyspie lub niewielkim półwyspie, zabezpieczonym wałem). Zagwarantowawszy sobie dostęp do morza, wyprawiali się stamtąd na konne wyprawy łupieżcze. Ich wodzami byli Halfdan Ragnarsson i Bagsecg.
31 grudnia oddział duński został zniszczony przez Æthelwulfa w bitwie pod Englefield. Cztery dni później wojska króla Wessexu Ethelreda i jego brata Alfreda, po połączeniu z siłami Æthelwulfa zaatakowały umocniony obóz Duńczyków pod Reading. Anglosasi rozbili znajdujące się poza obozem oddziały duńskie, zadając im znaczne straty. Jednak gwałtownym kontratakiem z obozu duńskiego odparto napastników; w walce zginął Æthelwulf. Ethelred i Alfred zmuszeni byli się wycofać (prawdopodobnie na zachód, do Lambournu, lub na południe, by zabezpieczyć Winchester).
Cztery dni po bitwie pod Reading, Anglosasi podjęli kolejny atak na wikingów, zwyciężając ich w bitwie pod Ashdown, w której śmierć poniósł jeden z dwóch przywódców wikingów – Bagsecg.